# 寬帶鈍雀鯛
寬帶鈍雀鯛（學名：Amblypomacentrus clarus）是輻鰭魚綱鱸形目雀鯛科鈍雀鯛屬的其中一種，分布於中西太平洋印尼、柬埔寨及菲律賓海域，深度15至25公尺，本魚體呈卵圓形且側扁，體色銀白色，頭部具有條黑色寬橫帶穿過眼睛至下頷，背鰭硬棘基部及背鰭軟條基部個有一大的黑色斑塊，背鰭硬棘13枚、背鰭軟條10-11枚、臀鰭硬棘2枚、臀鰭軟條12-13枚，體長可達6公分，棲息在岩礁區，以浮游生物為食，繁殖期時會成對出現，具領域性，雄魚會守護魚卵直到卵孵化。